# Nicrophorus montivagus
Nicrophorus montivagus är en skalbaggsart som beskrevs av Lewis 1887. Nicrophorus montivagus ingår i släktet Nicrophorus och familjen asbaggar. Inga underarter finns listade i Catalogue of Life.